# Шевченковский район (Львов)

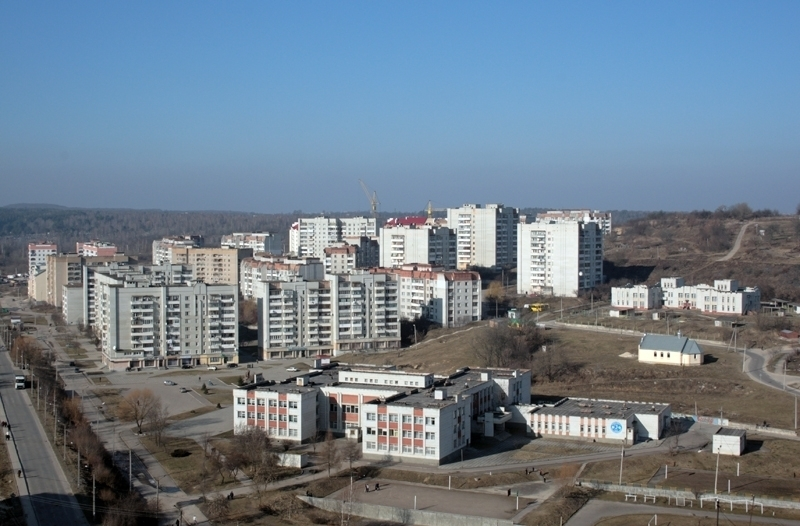
Микрорайон по улице Щурата в Шевченковском районе Львова

Шевче́нковский райо́н (укр. Шевченківський район) — один из районов Львовского горсовета, который охватывает территорию центральной и северной части города Львова: местности Голоско, Замарстынов, Збоища, Ряснэ, Клепаров (частично), Подзамче и посёлок городского типа Брюховичи. Адрес администрации: 79058, Львов, ул. Липинского, 11.
Население на 1 января 2024 года — 178 826 человек.
Основные улицы: проспект Черновола, Мазепы, Богдана Хмельницкого, улица Кулиша.